# Potassic-ferro-taramite
La potassic-ferro-taramite (simbolo IMA: Pftrm) è un rarissimo minerale del supergruppo dell'anfibolo, all'interno del quale viene collocato nel "gruppo degli anfiboli con W(OH,F,Cl)-dominante" e da lì al sottogruppo degli anfiboli di sodio-calcio dove occupa un posto nel "gruppo contenente la radice taramite nel nome"; essendo un anfibolo, appartiene agli inosilicati e pertanto alla famiglia minerale dei "silicati", e possiede composizione chimica K(NaCa)(Fe2+3Al2)(Si6Al2)O22(OH)2.
La potassic-ferro-taramite è definita con:
- catione potassio dominante in posizione A
- catione ferro ferroso (Fe2+) dominante in posizione C2+
- catione alluminio dominante in posizione C3+
- anione idrossile (OH-) dominante in posizione W.

## Etimologia e storia
La potassic-ferro-taramite è stata scoperta nel corso di un'analisi cristallochimica di largo respiro sugli anfiboli: uno dei campioni, proveniente dalla Sierra de los Filabres in Spagna conteneva cristalli di una nuova specie di anfibolo per la quale è stata chiesta l'approvazione all'Associazione Mineralogica Internazionale (IMA) con il nome di potassic-aluminotaramite in base alle regole della nomenclatura degli anfiboli del 1997. Il nome è stato cambiato in potassic-ferro-taramite ed è stata ridefinita con la revisione della nomenclatura del 2012.

## Classificazione
La classica nona edizione della sistematica dei minerali di Strunz, aggiornata dall'Associazione Mineralogica Internazionale (IMA) fino al 2009, elenca la potassic-ferro-taramite con il nome potassic-aluminotaramite e la colloca nella classe "9. Silicati (germanati)" e da lì nella sottoclasse "9.D Inosilicati"; questa viene suddivisa più finemente in base alla struttura cristallina del minerale, in modo tale che la potassic-ferro-taramite (potassic-aluminotaramite) possa essere trovata nella sezione "9.DE Inosilicati con catene doppie di periodo 2, Si4O11; clinoanfiboli" dove forma il sistema nº 9.DE.20.
Tale classificazione viene mantenuta anche nell'edizione successiva, proseguita dal database "mindat.org".
Anche nella Sistematica dei lapis (Lapis-Systematik) di Stefan Weiß la potassic-ferro-taramite è nella classe dei "silicati" e da lì nella sottoclasse degli "inosilicati"; qui il minerale si trova nella sezione di quelli che hanno struttura "[Si4O11] a due bande 6-; anfiboli Na-Ca" dove forma il sistema nº VIII/F.09.

## Abito cristallino
La potassic-ferro-taramite cristallizza nel sistema monoclino nel gruppo spaziale C2/m (gruppo nº 12) con i parametri di reticolo a = 9,8505 Å, b = 18,0075 Å, c = 5,3518 Å e β = 104,775°.

## Origine e giacitura
La potassic-ferro-taramite è stata scoperta nella monzonite di origine metamorfica associata a feldspato, clinopirosseno e piccole quantità di quarzo.
Il minerale è rarissimo ed è stato trovato solo nella sua località tipo, Sierra de los Filabres in Andalusia (Spagna).

## Forma in cui si presenta in natura
La potassic-ferro-taramite è stata trovata sotto forma di grani di forma prismatica di dimensione millimetrica. Il minerale ha lucentezza vitrea e colore verde-bluastro scuro, mentre il colore del suo striscio è bianco.